# Bandyligan 2004/2005
Bandyligan 2004/2005 spelades som dubbelserie, följd av slutspel.

## Grundserien
| Lag                          | Spelade | Vinster | Oavgjorda | Förluster | Målskillnad | Poäng |
| ---------------------------- | ------- | ------- | --------- | --------- | ----------- | ----- |
| Porin Narukerä               | 22      | 18      | 1         | 3         | 161-87      | 37    |
| ToPV                         | 22      | 18      | 1         | 3         | 192-90      | 37    |
| OLS                          | 22      | 16      | 0         | 6         | 175-99      | 32    |
| IFK Helsingfors              | 22      | 14      | 1         | 7         | 92-86       | 29    |
| Warkauden Pallo -35          | 22      | 12      | 1         | 9         | 112-102     | 25    |
| Jyväskylän Seudun Palloseura | 22      | 12      | 0         | 10        | 119-131     | 24    |
| Botnia-69, Helsingfors       | 22      | 9       | 2         | 11        | 97-123      | 20    |
| Porvoon Akilles              | 22      | 8       | 1         | 13        | 109-140     | 17    |
| Veitsiluodon Vastus          | 22      | 5       | 5         | 12        | 91-118      | 15    |
| OPS                          | 22      | 4       | 3         | 15        | 81-129      | 11    |
| Lappeenrannan Veiterä        | 22      | 4       | 1         | 17        | 74-144      | 9     |
| Mikkelin Kampparit           | 22      | 3       | 2         | 17        | 63-117      | 8     |

## Kvartsfinaler
Kvartsfinaler spelades i bäst av tre matcher. Det i serien högre placerade laget fick spela eventuell tredje och avgörande match på hemmaplan.
| Lag 1           | Resultat | Lag 2                        | Match 1 | Match 2 | Match 3 |
| --------------- | -------- | ---------------------------- | ------- | ------- | ------- |
| Porin Narukerä  | 2–0      | Porvoon Akilles              | 9-2     | 6-5     | -       |
| ToPV            | 2–0      | Botnia-69, Helsinki          | 10-6    | 10-3    | -       |
| OLS             | 2–0      | Jyväskylän Seudun Palloseura | 17-5    | 9-5     | -       |
| IFK Helsingfors | 1–2      | Warkauden Pallo -35          | 7-5     | 2-6     | 2-4     |

## Semifinaler
Semifinaler spelades i bäst av fem matcher.
| Lag 1          | Resultat | Lag 2               | Match 1 | Match 2 | Match 3 | Match 4 | Match 5 |
| -------------- | -------- | ------------------- | ------- | ------- | ------- | ------- | ------- |
| Porin Narukerä | 3–0      | Warkauden Pallo -35 | 10-1    | 5-1     | 11-4    | -       | -       |
| ToPV           | 3–1      | OLS                 | 9-4     | 3-6     | 9-7     | 5-3     | -       |

## Match om tredje pris
| Lag 1 | Resultat | Lag 2               |
| ----- | -------- | ------------------- |
| OLS   | 5–4      | Warkauden Pallo -35 |

## Finaler
Finalerna avgjordes i dubbelmöten, med match den 18 mars 2005 på Gränsvallen i Haparanda och den 20 mars 2005 i Björneborg.
| Lag 1 | Resultat | Lag 2          | Match 1 | Match 2 |
| ----- | -------- | -------------- | ------- | ------- |
| ToPV  | 13–4     | Porin Narukerä | 10-2    | 3-2     |

## Slutställning
| Placering | Lag                 |
| --------- | ------------------- |
| 1.        | ToPV                |
| 2.        | Porin Narukerä      |
| 3.        | OLS                 |
| 4.        | Warkauden Pallo -35 |

## Finska mästarna
ToPV: Marko Herajärvi, Markku Aarni, Janne Hietala, Johannes Koivisto, Pekka Hiltunen, Paulus Pörhölä, Hannu Mokko, Veli-Matti Körkkö, Jussi Harjuoja, Markku Höynälä, Antti Ekman, Mika Jussila, Jussi Karjalainen, Erkki Koivuranta, Ville-Veikko Angeria, Jukka Ohtonen, Tommi Haarakoski, Jari Vaattovaara, Mikko Lukkarila, Igor Zolotarev, Teemu Collin.

## Skytteligan
| Placering | Spelare       | Lag      | Mål |
| --------- | ------------- | -------- | --- |
| 1.        | Lauri Arponen | Narukerä | 50  |

Poängkung blev OLS Samuli Niskanen med 65 poäng. 